# Lijst van voetbalinterlands Afghanistan - Singapore
Deze lijst van voetbalinterlands is een overzicht van alle officiële voetbalwedstrijden tussen de nationale teams van Afghanistan en Singapore. De landen speelden tot op heden vier keer tegen elkaar. De eerste ontmoeting, een kwalificatiewedstrijd voor het Wereldkampioenschap voetbal 2018, werd gespeeld in Singapore op 8 oktober 2015. Het laatste duel, een vriendschappelijke wedstrijd, vond plaats op 29 mei 2021 in Dubai (Verenigde Arabische Emiraten).

## Wedstrijden
| № | Plaats    | Datum          | Competitie           | Wedstrijd               | Uitslag |
| - | --------- | -------------- | -------------------- | ----------------------- | ------- |
| 1 | Singapore | 8 oktober 2015 | WK 2018 kwalificatie | Singapore − Afghanistan | 1 − 0   |
| 2 | Teheran   | 29 maart 2016  | WK 2018 kwalificatie | Afghanistan − Singapore | 2 − 1   |
| 3 | Al Wakrah | 23 maart 2017  | Vriendschappelijk    | Afghanistan − Singapore | 2 − 1   |
| 4 | Dubai     | 29 mei 2021    | Vriendschappelijk    | Singapore − Afghanistan | 1 − 1   |

## Samenvatting
| Competitie        | Totaal gespeeld | Winst Afghanistan | Gelijk | Winst Singapore | Doelsaldo Afghanistan – Singapore |
| ----------------- | --------------- | ----------------- | ------ | --------------- | --------------------------------- |
| WK-kwalificatie   | 2               | 1                 | 0      | 1               | 2 − 2                             |
| Vriendschappelijk | 2               | 1                 | 1      | 0               | 3 − 2                             |
| Totaal            | 4               | 2                 | 1      | 1               | 5 − 4                             |

Wedstrijden bepaald door strafschoppen worden, in lijn met de FIFA, als een gelijkspel gerekend.
FFA · A-internationals · Afghaans vrouwenelftal
1940 - 1949 · 
1950 - 1959 · 
1960 - 1969 · 
1970 - 1979 · 
1980 - 1989 · 
1990 - 1999 · 
2000 – 2009 · 
2010 – 2019
Bangladesh ·
Bhutan ·
Cambodja ·
China ·
Filipijnen ·
Hongkong ·
India ·
Indonesië ·
Irak ·
Iran ·
Japan ·
Jordanië ·
Kirgizië ·
Koeweit ·
Laos ·
Libanon ·
Luxemburg ·
Malediven ·
Maleisië ·
Mongolië ·
Nepal ·
Noord-Korea ·
Oman ·
Pakistan ·
Palestina ·
Qatar ·
Saoedi-Arabië ·
Singapore ·
Sri Lanka ·
Syrië ·
Tadzjikistan ·
Taiwan ·
Thailand ·
Turkmenistan ·
Vietnam ·
Zuid-Korea
FAS · 
Lijst van A-internationals · 
Singaporees vrouwenelftal
1960 – 1969 ·
1970 – 1979 ·
1980 – 1989 ·
1990 – 1999 ·
2000 – 2009 ·
2010 – 2019
Afghanistan ·
Argentinië ·
Australië · 
Azerbeidzjan · 
Bahrein · 
Bangladesh · 
Brunei · 
Cambodja · 
Canada · 
China · 
Denemarken · 
Fiji ·
Filipijnen · 
Finland · 
Ghana · 
Guam ·
Hongkong · 
India · 
Indonesië · 
Irak · 
Iran · 
Israël · 
Japan · 
Jemen ·
Jordanië · 
Kazachstan · 
Kirgizië · 
Koeweit · 
Laos · 
Libanon · 
Macau · 
Malediven · 
Maleisië · 
Mauritius ·
Mongolië · 
Myanmar · 
Nepal · 
Nieuw-Zeeland · 
Noord-Korea · 
Noorwegen · 
Oezbekistan · 
Oman · 
Oost-Timor · 
Pakistan · 
Palestina · 
Papoea-Nieuw-Guinea ·
Polen · 
Qatar ·
Salomonseilanden · 
Saoedi-Arabië · 
Sri Lanka · 
Syrië · 
Tadzjikistan · 
Taiwan · 
Thailand · 
Turkmenistan · 
Uruguay · 
Verenigde Arabische Emiraten · 
Vietnam · 
Zuid-Korea · 
Zuid-Vietnam · 
Zweden